# Mormodes orinocoensis
Mormodes orinocoensis är en orkidéart som beskrevs av Gerardo A. Salazar och Gustavo Adolfo Romero. Mormodes orinocoensis ingår i släktet Mormodes och familjen orkidéer. Inga underarter finns listade i Catalogue of Life.